# Eller
Eller je priimek v Sloveniji, ki ga je po podatkih Statističnega urada Republike Slovenije na dan 1. januarja 2010  uporabljalo 11 oseb in je med vsemi priimki po pogostosti uporabe uvrščen na 17.803. mesto.

## Znani slovenski nosilci priimka
- Fran Eller (1873—1956), pravnik, pesnik in pedagog

## Znani tuji nosilci priimka
- Fritz Eller (1927—2018), nemški arhitekt
- Heino Eller 1887—1970), estonski skladatelj
- Lars Eller (*1989), švedski hokejist